# Người que

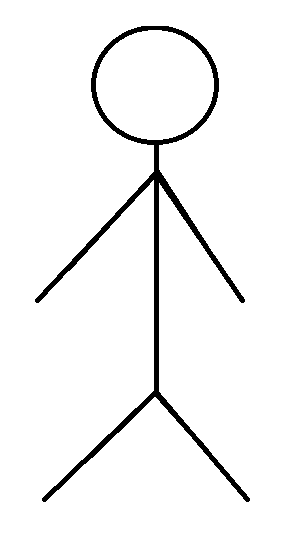
"Người que" cơ bản thể hiện một người, với một vòng tròn cho đầu và các đường cho thân, cánh tay và chân.

Stickman, hay còn được gọi là người que, là một hình vẽ rất đơn giản về người hoặc động vật bao gồm một vài đường kẻ, đường cong và dấu chấm. Thường được vẽ bởi trẻ em, hình ảnh người que được biết đến với phong cách đơn giản. Đầu được mô tả bằng một hình tròn, có thể là một màu đồng nhất hoặc được tô điểm bằng các chi tiết như mắt, miệng và tóc. Cánh tay, chân, thân và bụng thường được hiển thị bằng các đường thẳng. Các chỗ chi tiết như bàn tay, bàn chân và cổ có thể có hoặc không có, người que đơn giản hơn thường thể hiện một cảm xúc mơ hồ hoặc các chi không cân đối.
Người que là một biểu tượng dễ nhận biết trên toàn cầu, rất có thể nó là một trong những biểu tượng nổi tiếng nhất trên thế giới. Nó vượt qua ngôn ngữ, vị trí, nhân khẩu học và có thể truy nguyên nguồn gốc của nó trong gần 30.000 năm. Tính đơn giản và sự linh hoạt của nó đã dẫn đến việc hình ảnh người que được sử dụng cho nhiều mục đích khác nhau: đồ họa thông tin, bảng chỉ dẫn, truyện tranh, hoạt hình, trò chơi, phân cảnh phim và nhiều loại phương tiện trực quan đều sử dụng nó. Với sự ra đời của World Wide Web, người que đã trở thành một yếu tố trung tâm trong toàn bộ thể loại giải trí tương tác dựa trên web còn được gọi là hoạt hình flash. Trong khoảng thời gian hơn hai thập kỷ, hoạt hình người que đã tác động và định hình bối cảnh trực quan của Internet.

## Lịch sử

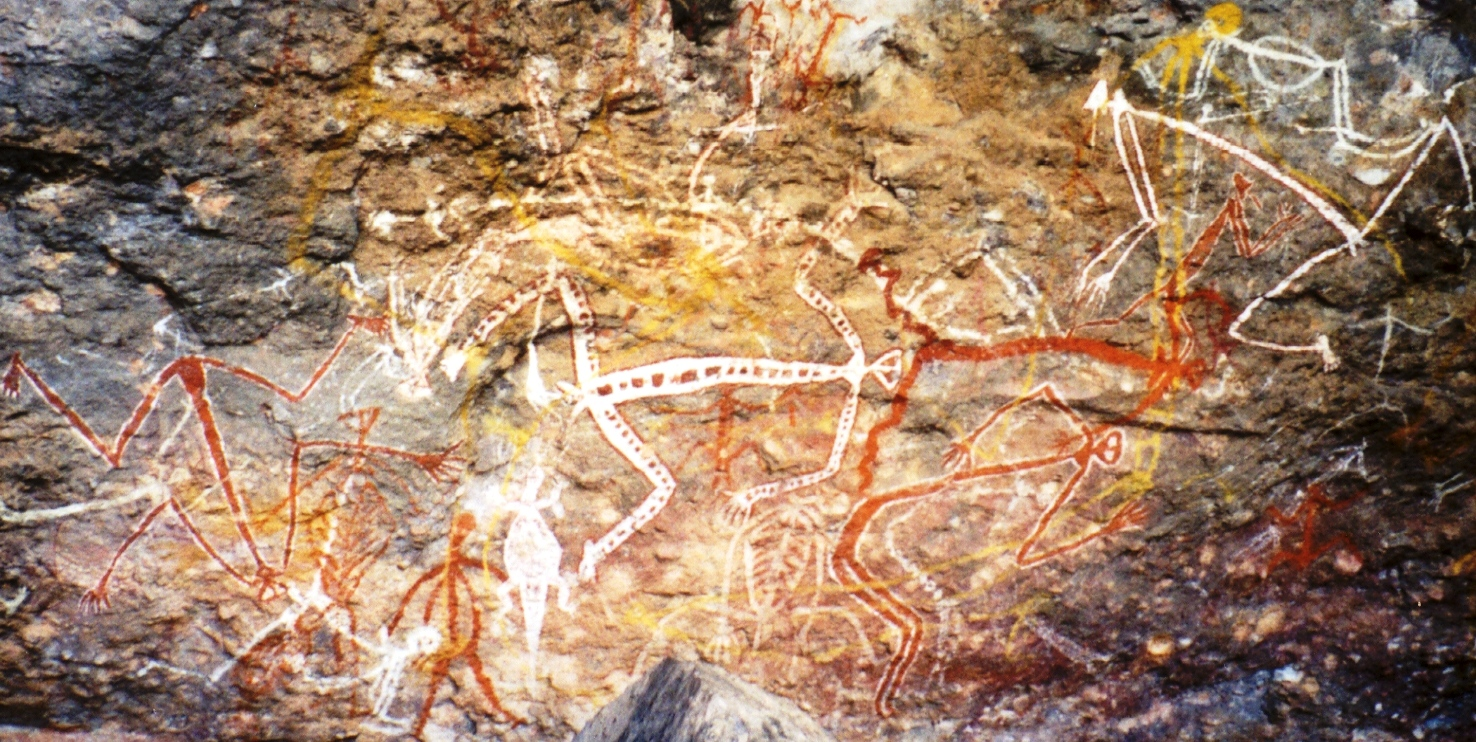
Bức tranh trên đá của thổ dân về các linh hồn Mimi trong phòng trưng bày Anbangbang tại Nourlangie Rock

Nguồn gốc sớm nhất của người que là trong nghệ thuật thời tiền sử. Một số dấu hiệu tiết lộ và cung cấp nhiều thông tin nhất về cuộc sống ban đầu của con người là các bức tranh hang động và tranh khắc đá, những mô tả cổ xưa bao gồm nhiều chủ đề khác nhau được để lại. Có thể tìm thấy những hình ảnh đại diện trực quan về con người, động vật, mô tả về cuộc sống hàng ngày đã được trưng bày trên những bức tường của nhiều địa điểm sinh sống trên khắp thế giới, chẳng hạn như cách họ mô tả về mimis ở Úc. Hàng chục nghìn năm sau, hệ thống chữ viết sử dụng hình ảnh cho từ hoặc hình thái thay vì chữ cái. Nó được gọi là chữ viết, lấy ví dụ như tiếng Ai Cập và tiếng Trung Quốc bắt đầu đơn giản hóa con người và các đồ vật khác để sử dụng làm ký hiệu ngôn ngữ. Trong các bản thảo của người Mandaean, uthras (các thiên thể) đã được minh họa bằng các hình ảnh người que.
Vào đầu những năm 1920, nhà xã hội học người Áo Otto Neurath bắt đầu quan tâm đến khái niệm ngôn ngữ phổ quát. Ông nhanh chóng thiết lập ý tưởng rằng, trong khi các từ và cụm từ luôn luôn có thể bị hiểu sai, còn các bức tranh có chất lượng thống nhất sẽ nhất định khiến chúng trở nên phù hợp hoàn hảo cho những dự án của ông ấy. Năm 1925, Neurath bắt đầu nghiên cứu cái sẽ trở thành hệ thống quốc tế về giáo dục hình ảnh đánh máy, hay isotype, một hệ thống truyền tải các cảnh báo, số liệu thống kê và thông tin chung thông qua các chữ ký hiệu được tiêu chuẩn hóa và dễ hiểu. Neurath đã sử dụng đáng kể để thiết kế hình dạng người que linh hoạt được thể hiện qua các cá nhân và số liệu thống kê theo nhiều cách khác nhau. Nhà thiết kế đồ họa Rudolf Modley thành lập Pictorial Statistics Inc. vào năm 1934, nó đã được mang hệ thống isotype đến Hoa Kỳ vào năm 1972.

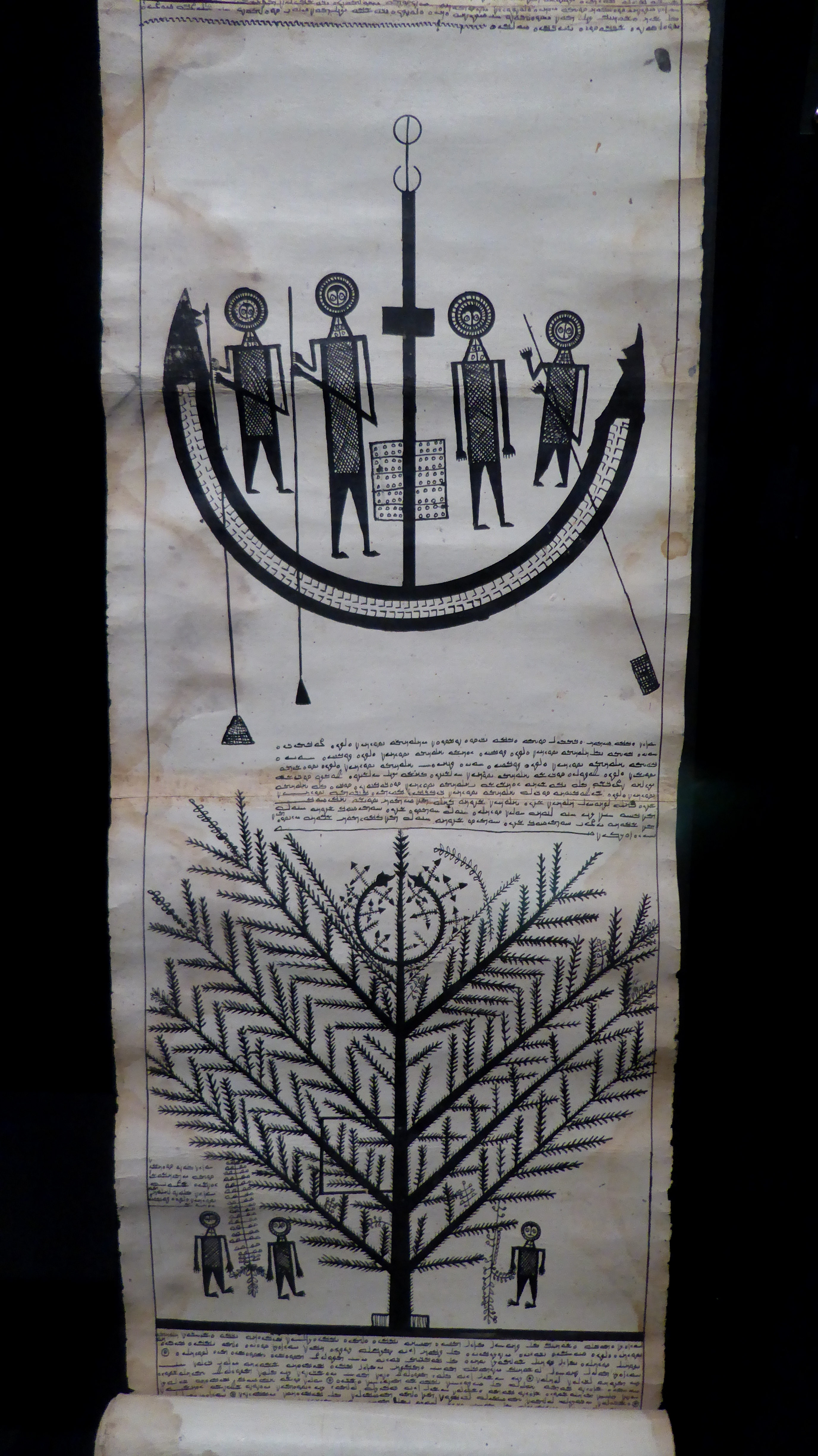
Trong các bản viết tay của người Mandaean, uthras (các thiên thể) được minh họa bằng cách sử dụng hình ảnh người que, chẳng hạn như trong các hình minh họa này từ Scroll of Abatur.

Việc sử dụng hình ảnh người que trên phạm vi quốc tế lần đầu tiên bắt đầu từ Thế vận hội Mùa hè 1964 ở Tokyo. Các chữ viết tượng hình do các nhà thiết kế người Nhật Masaru Katzumie và Yoshiro Yamashita tạo ra đã hình thành cơ sở cho thể loại chữ viết tượng hình trong tương lai. Vào năm 1972, Otto "Otl" Aicher đã phát triển hình ảnh người que dựa trên lưới hình học có đầu tròn được sử dụng 
trên biển báo, tài liệu in và truyền hình cho Thế vận hội Mùa hè 1972 ở Munich. Dựa trên những biểu tượng đó và nhiều biểu tượng tương tự khác được sử dụng vào thời điểm đó, Viện Nghệ thuật Đồ họa Hoa Kỳ (AIGA), được ủy quyền bởi Bộ Giao thông Vận tải Hoa Kỳ, đã phát triển biểu tượng chữ tượng hình DOT: 50 ký hiệu thuộc phạm vi công cộng để sử dụng tại các đầu mối giao thông, không gian công cộng, sự kiện lớn và các bối cảnh khác mà mọi người nói nhiều ngôn ngữ khác nhau. Các chữ tượng hình DOT, hoặc các ký hiệu bắt nguồn từ chúng, được sử dụng rộng rãi trên khắp thế giới ngày nay.
- Một hình ảnh người que tại Leo Petroglyph thời tiền sử ở Hoa Kỳ.
- Biểu tượng AIGA cho đài phun nước uống.
- Một dấu hiệu hình ảnh người que cho đạp xe, của Otl Aicher, tại Thế vận hội Munich 1972.
- Video hiển thị hình vẽ lần lượt của một người đàn ông bằng người que, một người phụ nữ bằng người que và một con chó bằng người que
- hình dạng người que trên cộng đồng internet

## Văn hóa Internet

### Thập niên 1990
Vào đầu những năm 1990, lập trình viên và nhà tiên phong về internet Tom Fulp bắt đầu sản xuất hoạt hình người que 2D trên máy tính Amiga của mình cho mục đích giải trí. Ngay sau đó, mối quan tâm của anh ấy đã mở rộng sang thiết kế trò chơi đơn giản thông qua HTML. Fulp cũng phát triển niềm đam mê với dòng máy chơi game Neo Geo và vào thời điểm đó đang điều hành một câu lạc bộ trực tuyến xoay quanh Neo Geo bằng cách sử dụng thần đồng dịch vụ web. Năm 1991, anh ấy tạo ra một tạp chí do người hâm mộ tạo ra cho các thành viên của câu lạc bộ, tạp chí này anh ấy đã tiếp tục sản xuất trong suốt thời gian học lớp 7 và lớp 8. Tên của tạp chí dành cho người hâm mộ này là "new ground", một từ đồng nghĩa với Neo Geo. Bốn năm sau, Fulp ra mắt một trang web nhỏ để lưu trữ một số dự án trò chơi của mình với tên "newground remix". Trong những năm sau đó, dự án này đã biến thành Newgrounds, một trong những nền tảng lưu trữ có ảnh hưởng nhất đối với nội dung do người dùng tạo trong lịch sử internet.

### 1996: SFDT
Stick Figure Death Theatre, thường được viết tắt là SFDT, được thành lập vào năm 1996 bởi Matt Calvert, ban đầu là một trang web cá nhân. Nó chủ yếu giới thiệu hoạt hình về những nhân vật người que và nhiều nhà làm phim hoạt hình nổi tiếng như Terkoiz và Edd Gould đã công chiếu những hoạt hình đầu tiên của họ tại đây. Trang web tiếp tục lưu trữ hoạt ảnh cho đến khi tên miền kết thúc vào năm 2013.

### 1998–2005: Mở rộng tính phổ biến
Tom Fulp bắt đầu làm việc với Flash ngay sau khi mua lại Macromedia, sản xuất trò chơi đầu tiên của anh ấy bằng phần mềm, "Telebubby Fun Land", vào năm 1998. Mặc dù khả năng hạn chế của người làm phim hoạt hình, các trò chơi Flash vẫn chưa từng xuất hiện. Việc xuất bản trò chơi Flash point-and-click cổ điển "Pico's School" của Fulp vào năm 1999 đã khởi đầu cho sự phổ biến của thể loại này. Kết quả là, Newgrounds nhanh chóng trở thành một trung tâm lớn của hoạt động trực tuyến. Năm 2000, Fulp đã giới thiệu một hệ thống cổng thông tin mà qua đó người dùng có thể gửi các hoạt ảnh Flash và trò chơi của riêng họ. Các trang web tổng hợp trò chơi và hoạt hình khác như "Trò chơi gây nghiện" theo ngay sau đó, và thậm chí những nền tảng hoạt hình cũ hơn, thích hợp hơn như "stick Death.com" và "stick figure death Theater" đã đạt được mang danh tiếng rộng rãi hơn.

### 1999: Stickpage
Stickpage, trước đây gọi là 'Stickmen', được thành lập vào năm 1999 bởi Jason 'Crazy Jay' Whitham. Trang web này cuối cùng đã trở thành một diễn đàn trung tâm để các nhà làm phim hoạt hình người que tải lên hoạt hình và trò chơi, đồng thời có cơ hội kiếm tiền khi hợp nhất với FluidAnims vào năm 2012. Sự suy tàn của Stickpage xảy ra song song với việc thành lập trang web Hyun's Dojo. Vào năm 2020, diễn đàn Stickpage đã đóng cửa ngay sau khi Adobe thông báo về việc khai tử Flash Player mà trang web này dựa vào. Tuy nhiên tên miền chính của trang web vẫn đang chạy.

#### Xiao Xiao
Vào ngày 19 tháng 4 năm 2001, họa sĩ hoạt hình Trung Quốc Zhu Zhiqiang đã tải lên một video dài 75 giây có tựa đề " Xiao Xiao " trên trang chủ hoạt hình Newgrounds mới thành lập. Đi kèm với các mẫu âm thanh bị nghiền nát một chút, cho thấy hai người que đơn giản đang chiến đấu bằng nắm đấm và nhiều loại vũ khí khác nhau trên nền trắng. Được lấy cảm hứng từ những bộ phim võ thuật đỉnh cao kiểu Hồng Kông, Zhiqiang để các nhân vật của mình thực hiện các động tác lộn người, đá bay và một số động tác tấn công và phòng thủ phóng đại khác. Khi cuộc chiến ngày càng trở nên khốc liệt, nhiều công cụ hơn bao gồm cung tên, bệ phóng tên lửa và khả năng sao chép được thêm vào hỗn hợp trước khi trận chiến đi đến hồi kết cuối cùng, đầy bạo lực. Với công thức đơn giản này, "Xiao Xiao" nhanh chóng trở thành hoạt hình Flash phổ biến nhất từng được tạo ra. Sinh ra vô số bản sao và hậu duệ, nó đã trở thành bản thiết kế cho toàn bộ thể loại phụ của hoạt hình 2D đã thu hút được hàng trăm triệu lượt xem kể từ 2001-2003.

#### Các sự kiện đáng chú ý khác (2001–2005)
- 19 tháng 1 năm 2001: Nhà làm phim hoạt hình Rob_D đã tạo bộ phim nổi tiếng "Cyanide and Happiness", tập đầu tiên của Joe Zombie ra mắt với hoạt hình người que đậm chất điện ảnh hơn, mặc dù vẫn còn rất thô sơ. Loạt phim gốc kéo dài ba tập trước khi được khởi động lại với đồ họa đẹp hơn vào tháng 10.[14]
- 23 tháng 10 năm 2002: "The Blob" là tác phẩm đầu tiên trong chuỗi hoạt hình dài của FelixMassie. Nó đạt được thành công khi đăng tải trên Newgrounds.[15]
- 3 tháng 11 năm 2002: Phần đầu tiên của loạt phim Castle được phát hành. Hoạt hình của Oscar Johansson, loạt phim này đã tạo ra một nền tảng mới để kể chuyện trong hoạt hình nhân vật người que với cốt truyện đen tối, phức tạp. Mặc dù các thuộc tính mang tính biểu tượng của bộ truyện xuất hiện trong các tập sau, nhưng tập đầu tiên này sẽ vẫn phù hợp với câu chuyện và tầm quan trọng của nó khi nguồn gốc của bộ truyện vẫn còn vững chắc.[16]
- 13 tháng 7 năm 2003: Người dùng Newgrounds.com "IGSDann" xuất bản trò chơi Flash "A true stick death", làm tăng nhanh chóng mức độ phổ biến của thể loại này. Cuối năm đó, người dùng "qwerqwer1234" phát hành "mudah.swf", một loạt cảnh chiến đấu hài hước lấy cảm hứng từ bộ truyện tranh Nhật Bản JoJo no Kimyō na Bōken.
- 7 tháng 12 năm 2003: "壁破き", hay "Stickman vs Wall", một video hoạt hình trong đó có sự xuất hiện của một nhân vật người que đang sử dụng các phương pháp và công cụ ngày càng phức tạp và tiên tiến để phá vỡ bức tường, được đánh dấu cho sự khởi đầu của toàn bộ thể loại phụ trong cộng đồng hoạt hình người que.
- 2004: Armor Games, một trang Flash lớn khác, xuất hiện trực tuyến.[17]
- 2004: Castle II, loạt phim hoạt hình người que đầu tiên áp dụng phong cách điện ảnh (với các hiệu ứng bóng râm và ánh sáng cho nhân vật). Castle đã được Jason Whitham đánh giá là một trong những hoạt hình người que hàng đầu mọi thời đại, đặc biệt là cho Stickpage. Nó được phổ biến rộng rãi trên YouTube, với hàng trăm nghìn đến hàng triệu lượt xem tính đến tháng 3 năm 2022. Với ánh sáng, các chi tiết phức tạp trên mắt nhân vật, sử dụng công nghệ 3D và nhạc phim của Aleksander Vinter[18]  cùng với phụ đề, đã được khen ngợi để đạt được trải nghiệm giống như trong phim. Tổng cộng có 12 tập phim dài tập đã được phát hành. Kể từ năm 2009, tất cả các tập cho đến Castle Repercussions D2 từ 2007/2008 đã được phát hành. Phần sản xuất Castle IV đang bị trình trệ vô thời hạn kể từ tháng 3 năm 2022, mặc dù có một đoạn giới thiệu về nó trên YouTube.[19]
- 2005: Trang web Rock Hard Anims, viết tắt là RHA, được thành lập bởi Travis 'Stone' Steven. Trang web này đã giới thiệu hệ thống Rock Hard Gladiator (RHG) và là tiền thân của FluidAnims. RHA ngừng hoạt động vào năm 2006 do chi phí lưu trữ, khiến Stone tạo miền mới, FluidAnims.[20]
- 2005: Trang web DARKDEMON Được thành lập vào năm 2005 dưới tên miền darkdemon.org, cộng đồng DarkDemon được biết đến với việc chủ yếu sử dụng Pivot cho hoạt ảnh của họ. Nó chuyển sang animator.net vào năm 2013, sau đó đến thedarkdemon.com vào năm 2014. Hiện tại, DarkDemon chủ yếu hoạt động thông qua máy chủ discord của họ, tổ chức các thử thách cộng đồng như "Hoạt hình của tuần" (AOTW).[21]
- 2 tháng 6 năm 2005: Trò chơi Flash sinh tồn gốc "Storm the House" được đăng lần đầu tiên trên Addicting Games bởi người dùng "IvoryDrive".
- Tháng 9 năm 2005: Webcomic xkcd nổi tiếng , sử dụng các nhân vật người que trong bối cảnh hài hước thường liên quan đến khoa học, triết học, công nghệ và văn hóa internet.[22]

### 2005–2016
Adobe dẫn đầu hoạt hình Flash trong một thập kỷ rưỡi tiếp theo và chính trong thời kỳ này, Flash đã tạo điều kiện cho một số trò chơi và hoạt hình người que dễ nhận biết nhất mọi thời đại.

#### Pivot Animator
Mặc dù Adobe Flash luôn là công cụ sản xuất phim hoạt hình Flash phổ biến nhất, nhưng vẫn có những đối thủ cạnh tranh khác, đáng chú ý nhất là Pivot Animator (trước đây là Pivot Stickfigure Animator). Được tạo ra vào năm 2005 bởi nhà phát triển phần mềm Peter Bone, chương trình này đặc biệt hướng tới hoạt hình nhân vật người que. Không giống như Adobe Flash, vốn đã phát triển thành một môi trường hoạt hình 2D rất phức tạp, Pivot Animator, với sự đơn giản của nó, cho phép hầu như bất kỳ ai cũng có thể tạo bộ phim về nhân vật người que mà không yêu cầu bất kỳ hình thức chuyên môn nào. Điều này mang lại khả năng tạo ra và phân phối hoạt hình người que chất lượng cho số lượng khán giả lớn hơn nhiều so với trước đây và cùng với Flash, Pivot Animator nhanh chóng trở thành một công cụ trung tâm khác cho vô số người dùng internet bắt kịp xu hướng.

#### Animator vs. Animation
Được tạo bởi nhà làm phim hoạt hình, YouTuber và nghệ sĩ Alan Becker, tập đầu tiên của "Animator vs. Animation" được công chiếu lần đầu tiên trên newgrounds.com vào ngày 3 tháng 6 năm 2006. Tập phim này cho thấy một nhân vật người que đang chiến đấu với con trỏ chuột để thoát ra khỏi chương trình hoạt hình mà nó được tạo ra. Video đã thu hút gần 80 triệu lượt xem kể từ khi xuất bản. Tính đến tháng 3 năm 2023, loạt phim bao gồm năm tập chính và một số phần phụ, trong số đó bao gồm video "Animation vs. Minecraft", đã đạt được hơn 305 triệu lượt xem tính đến tháng 3 năm 2022. Trong tổng cộng tất cả các video hoạt hình của Alan Becker đã được xem hơn bốn tỷ rưỡi lần với phần lớn trong số đó tập trung vào hoạt hình người que.

#### Các sự kiện đáng chú ý khác (2006 - 2012)
- 2006: Trang web FluidAnims, công ty kế thừa RockHardAnims, được thành lập bởi Travis 'Stone' Steven với khẩu hiệu "Mang lại sự sáng tạo". Vào tháng 12 năm 2012, chính thức ngừng hoạt động.[27]
- 14 tháng 3 năm 2006: Trò chơi Fancy Pants Adventure World 1[28] được phát triển bởi Brad Borne, Fancy Pants Adventure World 1 là một trong những game platform người que đầu tiên. Phong cách vẽ phác thảo và lối chơi mượt mà, dựa trên động lực mang đến trải nghiệm thân thiện và dễ tiếp cận, khiến nó trở thành ký ức tuổi thơ đẹp đẽ đối với nhiều người. Sau khi phát hành Thế giới 1, Borne sẽ tiếp tục phát hành Thế giới 2 vào ngày 9 tháng 1 năm 2008 và Thế giới 3 vào ngày 5 tháng 4 năm 2012.
- 4 tháng 7 năm 2006: Tập đầu tiên của loạt phim hoạt hình nhân vật người que "Tha Cliff của xefpatterson" được phát hành. Tính đến năm 2021, ba tập đã được phát hành. Cùng với nhau, nó đã được theo dõi hơn 40 triệu lần và truyền cảm hứng cho vô số tác phẩm bắt chước do người hâm mộ tạo ra.[29]

- 26 tháng 8 năm 2006: "wpnFire", một trò chơi Flash hành động hoạt hình người que, được xuất bản lần đầu trên Newgrounds.com.[30]  Kể từ khi phát hành, nó đã được phát hơn 2,3 triệu lần.

- 10 tháng 10 năm 2006: Một nền tảng lưu trữ nội dung khác, Kongregate, được ra mắt. Nó tổ chức một số trò chơi flash rất phổ biến, trong số đó có "Electric Man 2" và bộ ba "Người hùng xe hàng", tích lũy được hơn 15 triệu lượt chơi.[31]
- 15 tháng 3 năm 2007: Animator Vs Animation II được bởi Alan Becker, phần tiếp theo này được tài trợ bởi Atom Films và mở rộng dựa trên bản gốc về mọi mặt. Với sự ra mắt của 'Người được chọn', quy mô tăng từ một chương trình hoạt hình lên toàn bộ máy tính để bàn có mọi yếu tố phát huy tác dụng, chơi đùa với phương tiện thậm chí còn xa hơn so với người tiền nhiệm của nó.[32]

- 19 tháng 9 năm 2007: Tập đầu tiên của "Shock Series", một sê-ri chiến đấu bằng người que có chỉ số octan cao có tính năng chiến đấu đỉnh cao kết hợp với lót Lolspeak - one, được phát hành. Ngày nay, các bản tải lại của bộ truyện trên YouTube có hàng chục triệu lượt xem.[33]
- 2008: PuffballsUnited ra mắt trò chơi theo thể loại point-and-click movie-games hài hước mang tựa đề "Henry Stickmin".[34]
- 17 tháng 3 năm 2008: tập đầu tiên của "Crazy Stick Hình ngẫu nhiên!!" loạt phim ra mắt trên YouTube.[35]
- 29 tháng 10 năm 2008: Hoạt hình ngắn Drunken Stick của Hyun đã đạt được sức hút lớn trong cộng đồng ban đầu và đưa nhà làm phim hoạt hình vô danh trước đây trở thành tâm điểm chú ý. Cho đến ngày nay, đây là một số tác phẩm nổi tiếng nhất của Hyun và là một trong những hoạt hình nổi tiếng nhất trong cộng đồng.[36]
- 9 tháng 11 năm 2008: TheAnimPlanet được thành lập bởi Daniel Nwandu (Platinum/DannyPlatinum), một trang web giới thiệu nhiều nhà làm phim hoạt hình nổi tiếng từ FluidAnims vào thời kỳ hoàng kim. Trang web có phạm vi ảnh hưởng lớn và bao gồm các cuộc phỏng vấn từ các nhà làm phim hoạt hình nổi tiếng vào thời điểm đó, nhiều hướng dẫn hoạt hình khác nhau và hệ thống chiến đấu của riêng nó dưới dạng APRC.[37]
- 24 tháng 12 năm 2008: Flipnote, một đối thủ cạnh tranh khác của Adobe Flash và Pivot, được phát hành. Mặc dù không phổ biến như hai phần mềm đã nói ở trên, Flipnote đóng vai trò trong việc sản xuất phương tiện hình que cho đến khi phần mềm này ngừng hoạt động vào năm 2018.
- 2008: Jason Whitham, người sáng lập stickpage.com, phát hành một trò chơi giả lập chiến đấu hoạt hình người que quy mô lớn có tựa đề "Stick War".[38]
- Trong cùng tháng đó, YouTuber và nhà làm phim hoạt hình "TheAssassin650" xuất bản phần đầu tiên của loạt phim hoạt hình "Blue vs Green" có sức ảnh hưởng đối với anh ấy.[39]
- 15 tháng 7 năm 2009: Tập đầu tiên của loạt phim hoạt hình "Stick Figures On Crack" của Hopdiddy được công chiếu lần đầu trên YouTube.[40]
- 8 tháng 10 năm 2009: Trong loạt hoạt hình người que phản đòn của Wei Xing Yong, DE_dust 2 là tập cuối cùng, dài nhất và bóng bẩy nhất. Trong khi Counter Stick Duology của Jason Noto xuất hiện đầu tiên với chủ đề tương tự, thì loạt phim của Yong có mức độ biểu đạt và đánh bóng cao hơn nhiều, khiến các nhân vật nguyên mẫu của nó trở nên sống động.[41]
- 14 tháng 6 năm 2010: Hoạt hình collab "Doors" do Pluto tổ chức và tải lên Shiftlimits vào năm 2009. Nó bắt đầu chuỗi màn hợp tác người que dài nhất (cả về tuổi thọ và tổng thời gian chạy) có một người que chạy qua vô số căn phòng vô nghĩa được xây dựng từ niềm đam mê sáng tạo.[42]
- 18 tháng 10 năm 2010: "Stick ZOMBIE Arena", một series mang chủ đề zombie do TheBigWhiteGun thực hiện.[43]
- 11 tháng 11 năm 2010: "Beard Ninja" là một trong những hoạt hình người que sáng tạo nổi tiếng nhất của họa sĩ hoạt hình Endo, tập trung vào các pha hành động chặt chẽ với nhiều cảnh máu me trái ngược hoàn toàn với phong cách hài hước.[44]
- 18 tháng 11 năm 2010: Tập đầu tiên của Dick Figures, một web-series hoạt hình dành cho người lớn do Ed Skudder và Zack Keller tạo ra, được xuất bản trên YouTube bởi Mondo Media. Bộ phim đã kết thúc với hơn 50 tập và 250 triệu lượt xem.[45]
- 2 tháng 1 năm 2011: "Doors 2", được tổ chức bởi Pluto! Phần tiếp theo giống như phần gốc, nhưng có nhiều phần hơn và do đó có nhiều họa sĩ hoạt hình hơn trong một sự hợp tác vốn đã nổi tiếng với sự tập trung cao độ của những người tham gia.[46]
- 15 tháng 1 năm 2011: ONE VS MANY được làm bởi Hyun, cho sự hợp tác, Entanglement 2. Mục đích của sự hợp tác là tạo hiệu ứng "một đấu với nhiều", do đó có tiêu đề.[47]
- 27 tháng 4, 2011 - 2012: TheBigWhiteGun cho ra mắt phần hậu truyện "Stick ZOMBIE Arena 2"[48]. 5 tháng 3 năm 2012, ra mắt phần tiếp theo "Stick ZOMBIE Arena 3"[49]. 28 tháng 9 năm 2012, ra mắt "Stick ZOMBIE Arena 4"[50] và là phần kết thúc cho câu truyện của cả series.
- 2 tháng 12 năm 2011: "Doors 3", được tổ chức bởi Pluto và ban đầu được tải lên Stickpage, Doors 3 là một công việc lớn mà ban đầu phải được tải lên thành ba phần riêng biệt! Nó cũng được coi là phần cuối của loạt phim Doors và do đó có một phần cuối cao trào sẽ không được tiếp tục trong bốn năm.[51]

#### Cộng đồng Hyun's Dojo
Vào khoảng năm 2012, nhà làm phim hoạt hình người que nổi tiếng Hyun đã tạo ra một cộng đồng người que hoàn toàn mới sau khi Fluidanims đóng cửa. Hyun's Dojo là một cộng đồng chủ yếu hoạt hình, thuộc sở hữu của nhà làm phim hoạt hình nổi tiếng, nơi tổ chức các hoạt động hợp tác, giao thoa và các trận đấu Dojo nổi tiếng, trong đó hai nhà làm phim hoạt hình tạo ra các trận chiến hoạt hình với nhau để giành điểm được gọi là "Cơm". Cộng đồng bao gồm một trang web, một Twitter chính thức, và một kênh YouTube. Video đầu tiên của Hyun's Dojo Community được đăng vào ngày 30 tháng 12 năm 2012;  tiếp theo là "Hyun's Dojo Promo" vào ngày 9 tháng 3 năm 2013;  "The Dojo Collab" vào ngày 23 tháng 8 năm 2013;  và cuối cùng, "Hyun's Dojo - Create Together" vào ngày 24 tháng 8 năm 2013. Vào khoảng năm 2015, Hyunsdojo.com đã được tạo, tiếp theo là máy chủ Discord làm trung tâm cho các nhà làm phim hoạt hình và thành viên cộng đồng cộng tác và giao tiếp với nhau. Vào thời điểm đó, cộng đồng chủ yếu bao gồm các họa sĩ hoạt hình người que đã phổ biến loại hình nghệ thuật hoạt hình này. Tuy nhiên, cộng đồng đã mở rộng các số liệu thống kê trong quá khứ trong suốt những năm qua. Tính đến tháng 3 năm 2021, kênh YouTube đã đạt hơn 2 triệu người đăng ký. Cộng đồng đã đăng bài cộng tác để chào mừng dịp này. Kênh dần dần tiếp tục phát triển ảnh hưởng trong cộng đồng hoạt hình người que trên Internet.

#### Các sự kiện đáng chú ý khác (2013 - 2021)
- 9 tháng 3 năm 2013: TheBigWhiteGun ra mắt loạt phim hoạt phim hoạt hình người que hành động hài hước mang tên "THE STICK ARENA"[58]
- 23 tháng 8 năm 2013: Màn hợp tác "THE DOJO COLLAB" do Hyun tổ chức. Đây là lần hợp tác đầu tiên trên trang web của Hyun's Dojo, với sự góp mặt của nhiều thành viên sáng lập Dojo cùng nhau "xây dựng" Dojo. Thiết kế của Dojo như được thấy ở đây đã trở thành biểu tượng và vẫn được sử dụng cho đến ngày nay.[59]
- 11 tháng 10 năm 2014: "THE DOJO COLLAB 2" với tiêu đề The Great Journey, đây là lần hợp tác chính thức thứ hai được tổ chức trên trang web của Hyun's Dojo.[60]
- 27 tháng 12 năm 2014: Ra mắt phần 2, hậu bản của loạt phim nổi tiếng "THE STICK ARENA 2" do TheBigWhiteGun thực hiện.[61]
- 7 tháng 3 năm 2015: Bốn năm sau, Pluto một lần nữa tập hợp cộng đồng để tạo ra Doors 4!, phần đầu tiên trong Doors sẽ ra mắt sau khi Hyun's Dojo ra đời. Trái ngược hoàn toàn với phần 3, đoạn kết cao trào của sự hợp tác (do chính Terkoiz làm hoạt hình) là một câu chuyện lấy nước mắt đầy kịch tính, để lại một chủ đề mở cho phần tiếp theo không thể tránh khỏi.[62]
- 15 tháng 3 năm 2015: "Imitator Collab" được tổ chức bởi Shuriken255. Sự hợp tác này sẽ là một trong nhiều sự hợp tác để truyền cảm hứng cho những sự hợp tác trong tương lai trong thể loại "chiến đấu được đồng bộ hóa".[63]
- 20 tháng 3 năm 2015: Năm 5 sau phần 1 "Beard Ninja", họa sĩ Endo ra mắt phần hậu truyện "Beard Ninja 2".[64]
- 9 tháng 12 năm 2015: "DOJO-DEMON COLLAB - THE GREAT INVASION" là màn hợp tác giữa hai cộng đồng hoạt hình stickman tương ứng: Hyun's Dojo và Dark Demon. Sự hợp tác kể một câu chuyện qua nhiều phần được kết nối lỏng lẻo bởi các nhà làm phim hoạt hình đến từ cả hai trang web. Nó đã trở thành một sự hợp tác nổi bật cho cả hai cộng đồng. Hiện phần tiếp theo đang được sản xuất.[65]
- 25 tháng 1 năm 2016: Màn hợp tác "Obstacle Course Collab 3" được tổ chức bởi YeonAnims, Obstacle Course Collab 3 sẽ tiếp tục đạt được nhiều lượt xem nhất trên kênh Youtube của Hyun's Dojo Community.[66]
- 22 tháng 2 năm 2016: Trò chơi đối kháng người que mang tên "FATAL ART" bản Demo do Bonehouse phát triển.[67]
- 30 Tháng 7 năm 2016: Một sự hợp tác thử nghiệm do Guzzu tổ chức cho nhóm GAVX của anh ấy, "Dominate" cuối cùng đã thu hút được rất nhiều sự chú ý trong cộng đồng với các góc quay mạnh mẽ và hiệu ứng chất lượng cao trong suốt hoạt ảnh.[68]
- 26 tháng 12 năm 2016: "Color Stealer" Được tổ chức bởi LucHD, collab có sự tham gia từ những người mang quốc tịch Việt Nam.[69]
- 3 tháng 8 năm 2017: Ra mắt "Animation VS Youtube" Quá trình tiền sản xuất của bộ phim đã diễn ra trong 14 tháng đáng kinh ngạc! Đây cũng sẽ là dự án gia công phần mềm thứ hai của Alan Becker cho một nhóm các nhà làm phim hoạt hình khác.[70]
- Tháng 6 năm 2018: "Animation Vs League Of Legends" do Alan Becker đạo diễn và Hyun cùng đạo diễn.[71]
- 2019: Anim8.io, được thành lập bởi Andrew 'CryoLogic' Hoffman, mở ra với mục đích cung cấp một trang web mang lại lợi ích và tập trung vào các nhà làm phim hoạt hình. Tuy nhiên, do thiếu kinh phí, Anim8 đóng cửa trang web của mình vào năm 2021.[72]
- 8 tháng 11 năm 2019: Sau cả năm sản xuất, Shuriken255 đã có thể phát hành "The Imitator 2" như là dự án hoạt hình lớn cuối cùng của anh ấy trong cộng đồng người que. Sự hợp tác này cũng bao gồm một bản nhạc gốc do cả CDK và Shuriken255 sáng tác.[73]
- 1 tháng 1 năm 2020: "Color Stealer 2: Cataclysm", phần tiếp theo của LucHD, Color Stealer Collab có sự hợp tác của những người mang quốc tịch việt nam một lần nữa. Phần thứ 2 cho thấy đạt đến cấp độ mới, vượt xa phần trước, với cốt truyện hấp dẫn và hoạt ảnh tốt hơn.[74]
- 7 tháng 8 năm 2020: Henry Stickmin Collection là tuyển tập các phiên bản làm lại của năm trò chơi đầu tiên trong loạt trò chơi Henry Stickmin với hình ảnh được cải thiện. Được phát triển để phục vụ như một chương cuối cùng của câu chuyện. Được tạo bởi PuffballsUnited và Innersloth, Phát hành trên Steam vào ngày 7 tháng 8 năm 2020.[75]
- 22 tháng 8 năm 2020: Hoạ sĩ hoạt hình Pluto cùng với cộng đồng Hyun's Dojo ra mắt collab "DOORS 5" với sự góp mặt của nhiều họa sĩ hoạt hình kỳ cựu ngay từ những ngày đầu thành lập cộng đồng. Tính đến thời điểm này loạt phim doors là một trong những collab có kỷ lục thời lượng dài nhất.[76]
- 1 tháng 09 năm 2020: "Color Stealer 3: Judgement" là phần kết thúc của cả sê-ri do LucHD tổ chức.[77]
- 14 tháng 10 năm 2020: "Apocalypse Day" được công chiếu trên BiliBili, do DC-INK tổ chức. Đoạn giới thiệu cho hoạt hình này ban đầu được giới thiệu vào tháng 3 năm 2018, mặc dù câu chuyện sau đó sẽ được viết lại. Hoạt hình này được thực hiện cho "Dự án Ngôi sao vũ trụ nhỏ" năm 2020 do Bilibili tổ chức với mục tiêu mang đến cho người chiến thắng một loạt phim hoạt hình được tài trợ đầy đủ. Nó sẽ tiếp tục là một trong hai phim hoạt hình nhận được giải bạc.
- 5 tháng 12 năm 2020: Nhà làm phim hoạt hình nổi tiếng Alan Becker cho ra mắt "Animator vs. Animation V" được gộp từ 4 phần ngắn trước.[78]
- 26 tháng 12 năm 2020: Phần ngoại truyện của series nổi tiếng "Stick ZOMBIE Arena" mang tên "Stick ZOMBIE Arena 5".[79]
- 10 tháng 2 năm 2021: 19 năm sau phim hoạt hình "the Blob" đầu tiên, FelixMassie đã công chiếu "The Blob 2". Mặc dù phim có ba nhân vật thay vì một và phong cách hoạt hình mượt mà hơn nhiều, nhưng phim hoạt hình phần lớn là một sự hồi tưởng hoài cổ, quyến rũ.[80]
- 6 tháng 4 năm 2021: Hoạt hình "RED VS BLACK 2021" này thể hiện niềm đam mê cá nhân của Micromist đối với hoạt hình người que, với vũ đạo và hành động mãnh liệt. "RED VS BLACK" mới được hoàn thành hàng năm để Micromist trau dồi kỹ năng của mình và thể hiện những gì anh ấy đã học được kể từ hoạt hình cuối cùng trong năm của mình. Ngay sau khi phát hành Red vs Black, Micromist tiếp tục trở thành Đối tác của Dojo.[81]
- 23 tháng 7 năm 2021: Nhà làm phim hoạt hình hình que nổi tiếng và thành viên Gildedguy của Hyun's Dojo đã nhận được một bộ trang phục mỹ phẩm cho Fortnite: Battle Royale của Epic Games như một hoạt động quảng bá cho liên hoan phim "Shortnite"[82]

### 2017–2021: Sự kết thúc của Flash
Vào tháng 7 năm 2017, Adobe Systems, công ty đã tiếp tục hỗ trợ và phát triển cả Flash Animator và Flash Player trong 12 năm qua, đã thông báo rằng họ sẽ chính thức ngừng hỗ trợ chương trình này vào cuối thập kỷ này. Quyết định này có những hậu quả sâu rộng vì nó kéo theo không chỉ sự kết thúc của quá trình phát triển phần mềm mà còn là sự kết thúc chính thức của các trang web vẫn hỗ trợ Flash, những tựa game mang thể loại người que.

### 2022: Di sản cộng đồng
Vào ngày 13 tháng 3 năm 2022, họa sĩ hoạt hình Sopple cùng với Hyun's Dojo Community đã tạo lên trang web lưu trữ những di sản cộng đồng người que. Dòng thời gian này nhằm mục đích cung cấp một nguồn tài nguyên ngắn gọn và dễ tiếp cận để duy trì di sản của cộng đồng.

### Doors: Trò chơi điện tử
Doors là một game platformer 2D được phát triển bởi Studio Bidou, dựa trên loạt phim hoạt hình cùng tên. Được phát động gây quỹ cộng đồng và bắt đầu giới thiệu vào 28 tháng 7 năm 2022. Trong hơn 10 năm, Doors là một nỗ lực hợp tác với số lượng kỷ lục các nghệ sĩ đến với nhau, mỗi người thiết kế và tạo hoạt ảnh cho căn phòng của riêng mình được liên kết với nhau để tạo thành một cuộc phiêu lưu dài. Mục tiêu là kết hợp sự hoài cổ của hoạt hình người que và trò chơi flash cũ với sự đánh bóng và cảm nhận của các trình chỉnh sửa cấp độ và nền tảng hiện tại.

#### Các sự kiện đáng chú ý khác (2022 - 2023)
- 21 tháng 3 năm 2022: Phát hành phần hậu truyện của loạt phim nổi tiếng "THE STICK ARENA" mang tên "THE STICK ARENA 3"[86]
- 8 tháng 5 năm 2022: Phiên bản người hâm mộ tạo ra cho bản gốc của trò chơi "FATAL ART" có tên là "FATAL ART: RELOAD".[87]
- Tháng 7 năm 2022: Gildedguy cho ra mắt một bộ phim mang tên "Gildedguy & The Rock Hard Gladiator" nhằm tôn vinh RHG và di sản của nó, Gildedguy and the Rock Hard Gladiator giới thiệu một trận ẩu đả được biên đạo đẹp mắt chứa đầy những tham chiếu đến lịch sử của cộng đồng. Câu chuyện kể về người sáng lập cộng đồng Stone's Andre và HanifAnims's Arzon trong trận chiến 2v1 cho đến cùng. Nhân dịp này, GildedGALA đã được phát triển, hoạt động như một trung tâm dành cho người xem trong buổi ra mắt.[88]
- 2022 - 2023: Nhà phát triển game Ivy Sly ra mắt trò chơi người que đối kháng "Your Only Move Is HUSTLE" ra mắt demo vào 10 tháng 11 năm 2022[89], bản chính thức được phát hành 3 Tháng 2, 2023.[90]
- 14 tháng 04 năm 2023: 10 năm trước, DE_Dust2: Hacker's Wrath đã được flashdeckanims công bố, nhưng dự án chưa bao giờ hoàn thành/phát hành. LucHD và một nhóm các nghệ sĩ hoạt họa đã cùng nhau tạo ra một bộ phim hoạt hình tưởng nhớ Hacker's Wrath.[91]

### 2023: Shomen ra đời
SHOMEN, được tạo ra bởi Sopple vào 3 tháng 3 năm 2023. Tiếng Nhật là 正面 (Shōmen – nghĩa là phía trước một cái gì đó, thường sử dụng cho các toà nhà và để hành lễ trong võ đường) hoặc 書面 (Shomen – nghĩa là “viết”). Trang web SHOMEN đưa tới thông tin và kết nối những người làm việc tự do, stickman, web-gen animators và hoạ sĩ với nhau về việc có chuyện gì đang diễn ra trong cộng đồng. Mục đích của trang tin tức này là để đại diện cho nguồn gốc kỷ nguyên swf trong khi họ khám phá hiện tại. Truy cập Shomen.art

### Stickfigurez
Stickfigurez được phát triển bởi Studio Bidou, là một tựa game chiến đấu nền tảng độc lập có các nhân vật mang tính biểu tượng từ hoạt hình người que cổ điển. Dự án được giới thiệu vào 3 tháng 6 năm 2023 ngay sau khi dự án game Doors bị hoãn lại và được phát hành trên nền tảng Steam vào 25 tháng 6 năm 2023.

## Xem thêm

Chuỗi bí ẩn.